# Крейсер зі злітною палубою

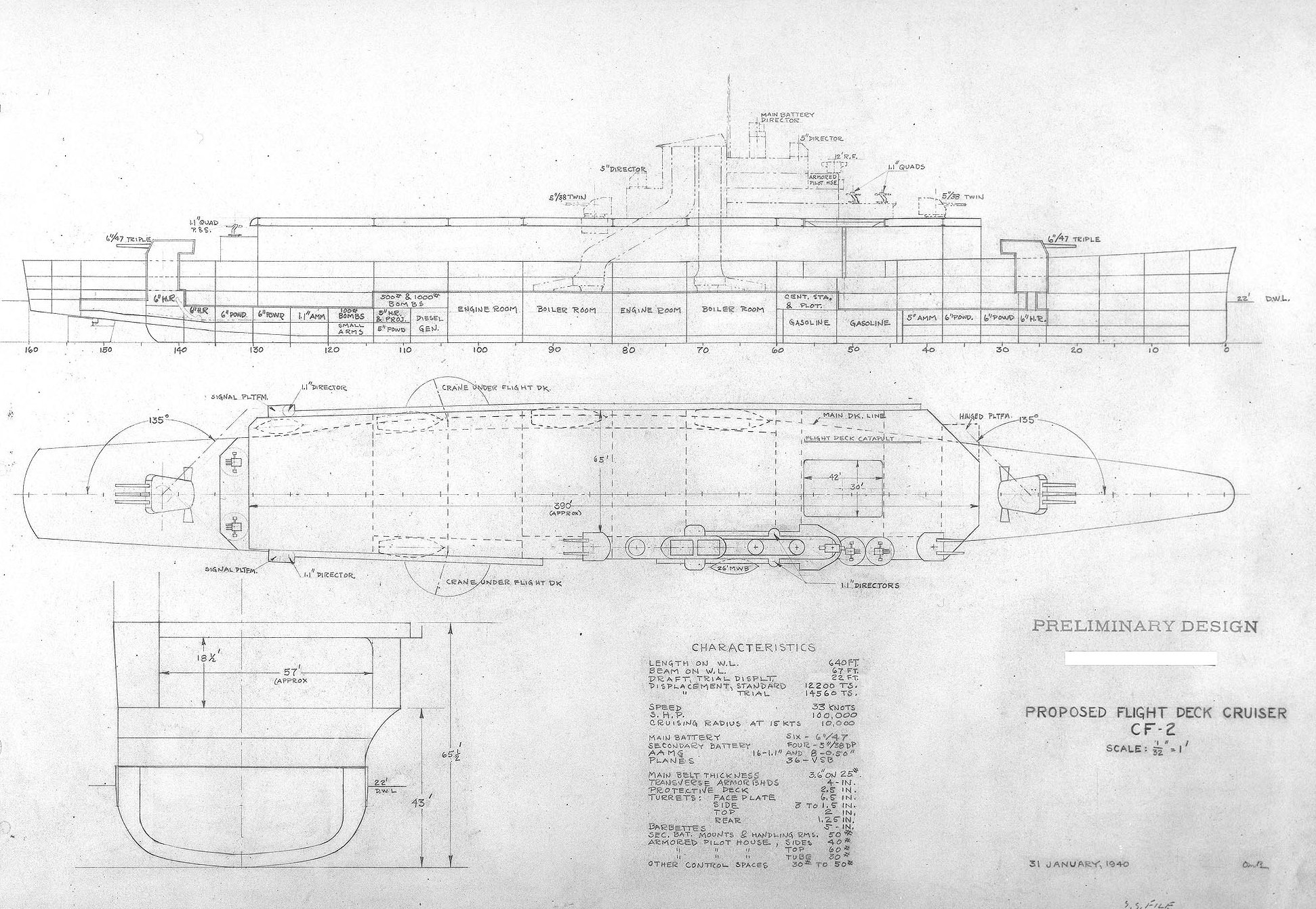
Початковий проєкт крейсера зі злітною палубою типу CF-2 станом на січень 1940

Крейсер зі злітною палубою (англ. flight-deck cruiser) — нереалізований американський проєкт авіаносного крейсера, який поєднував характеристики авіаносця і легкого крейсера. Кілька варіантів проєктів кораблів такого класу розробили ВМС США у період між Першою світовою війною і Другої світовою війною.

## Контекст
У 1920-х роках, у результаті підписання Вашингтонської морської угоди, ВМС США перебудували два незавершених лінійних крейсери в авіаносці: USS Lexington (CV-2) та USS Saratoga (CV-3). Ця перебудова була досить дорогою, тож почали шукати способи більш дешевого оснащення флоту авіаносцями. USS Ranger (CV-4) — перший спеціально побудований авіаносець США, був меншим та більш економічним кораблем ніж перероблені лінійні крейсери, водночас на ньому пожертвували гарматами «крейсерського калібру», які тоді вважалися необхідним для виконання функції «крейсера-розвідника». Фактично концепція крейсера зі злітною палубою був спробою створити корабель, який би поєднав здатність нести палубні літаки та вступати у бій, діючи як розвідник. Після тривалих досліджень було запропоновано низку проєктів перебудови легких крейсерів у авіаносці, які були відхилені. Крім економічних аргументів на користь проєктів крейсерів зі злітною палубою висувався і військово-стратегічний — такі б кораблі вважалися «крейсерами», а не «авіаносцями» відповідно до умов Вашингтонської морської угоди, таким чином ВМС могли б обійти встановленні цією угодою обмеження на тоннаж авіаносців.

## Відмова від проєктів
Незважаючи на тривалу конструкторську роботу та інтерес до ідеї, фінансування на будівництво кораблів такого класу не було виділено. Крім того, аналіз спеціалістами Воєнного коледжу ВМС США проєктів крейсерів зі злітною палубою показав, що навіть 12 000-тонний корабель (тобто більший за важкий крейсер) мав недостатні розміри для ефективної реалізації відповідної концепції, і, відповідно, не був би ефективним у бою. У 1940 році проєкт крейсерів зі злітною палубою був офіційно заморожений, хоча передбачалося розглянути реалізацію такої концепції у майбутньому. На той час міжнародно-правові та фінансові обмеження розвитку флоту США втратили актуальність і доцільніше було будувати спеціалізовані авіаносці та легкі крейсери, оскільки кожен них виконував свої функції за призначенням значно ефективніше, ніж «гібрид».